# Wegkreuz (Amrichshausen)

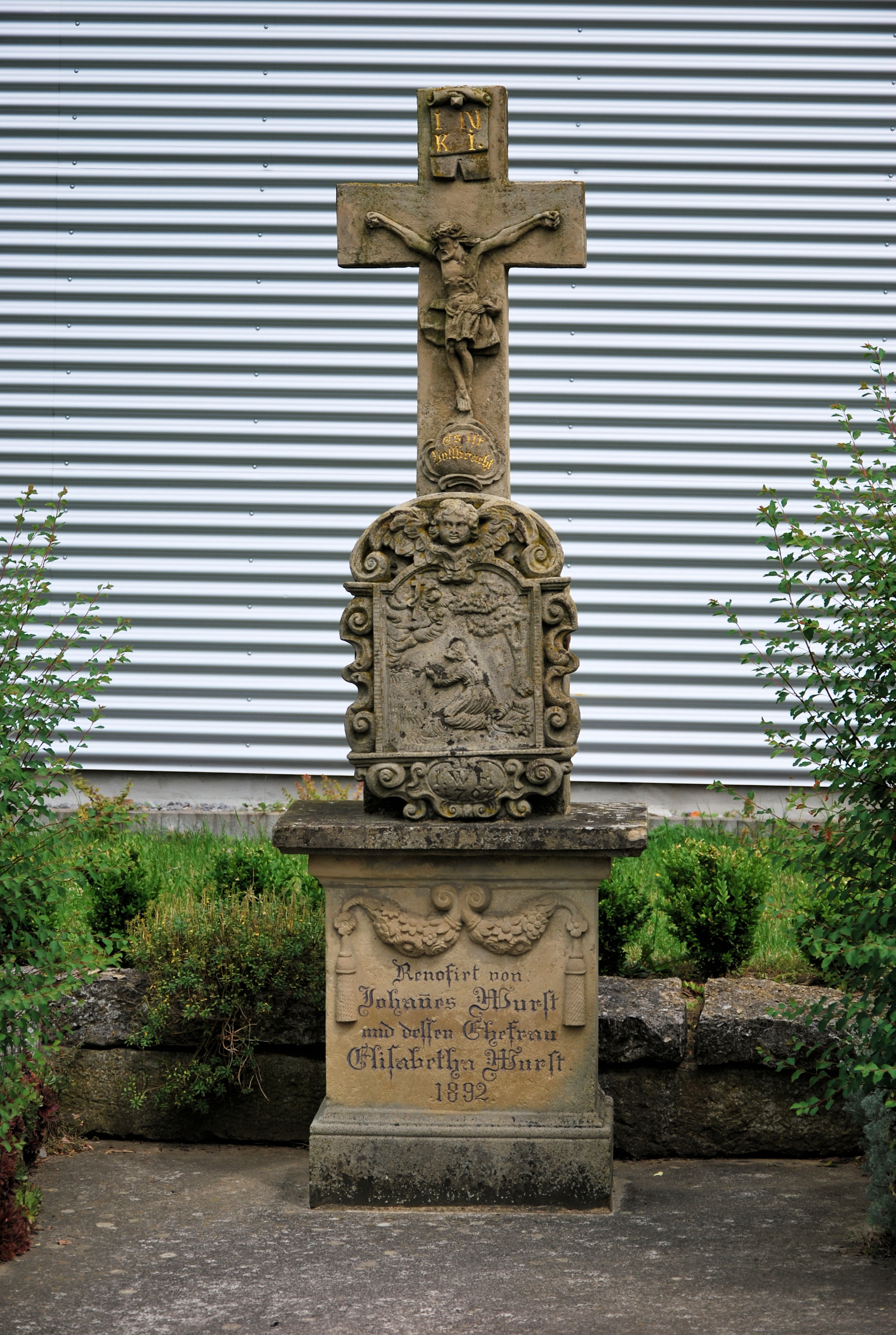
Wegkreuz in Amrichshausen

Das Wegkreuz in Amrichshausen, einem Stadtteil von Künzelsau im baden-württembergischen Hohenlohekreis, wurde 1707 errichtet. Es steht beim Betzenweg 9.
Das Wegkreuz (Bildstock Nr: 281007) aus Stein mit Korpus und Relief Christus am Ölberg auf verziertem Sockel trägt folgende Inschrift: „Renofirt von Johannes Wuest und dessen Ehefrau Elisabetha Wuest 1892“. Im Medaillon unter dem Kreuz steht: „Es ist vollbracht“.